# The Occupied Europe Tour 83–85
The Occupied Europe Tour 83-85 – nagrania z pierwszej europejskiej trasy koncertowej Laibacha. Jako support wystąpił brytyjski zespół „Last Few Days”.

## Lista utworów
1. „Perspektiven”
2. „Vier Personen”
3. „Nova akropola”
4. „Vojna poema”
5. „Panorama”
6. „Ti, ki izzivas”
7. „Die Liebe Ist Die Grosste Kraft”
8. „Vade Retro”
9. „Drzava”